# Свети Георги (Петра)
Вижте пояснителната страница за други значения на Свети Георги.
„Свети Георги“ (на гръцки: Αγίου Γεωργίου Μεγάλης Γέφυρας) е възрожденска православна църква край село Петра (Локово), Егейска Македония, Гърция, част от Китроската, Катеринска и Платамонска епархия. В църквата има икона на Събранието на Апостолите, която е дело на кулакийски майстор от втората половина на XIX век.